# Glest

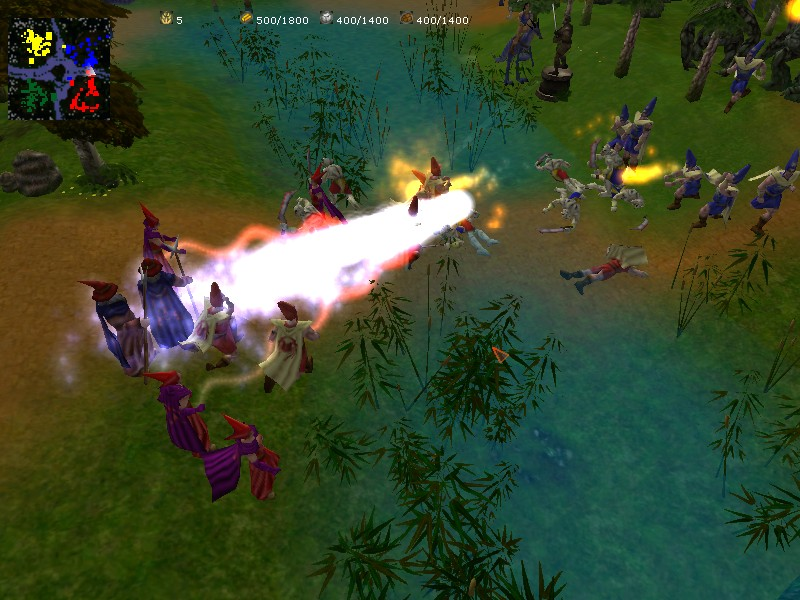
Captura de pantalla del joc

El Glest és un joc d'ordinador d'estratègia en temps real  amb gràfics 3D, gratuït i de codi obert del 2004. Glest està ambientat en un món de fantasia medieval amb dues faccions, i es va comparar amb Warcraft III i la sèrie Empire Earth. El joc va rebre crítiques positives i mixtes de la premsa, s'ha baixat més de dos milions de vegades, i va generar diversos projectes de continuació derivats que estan en desenvolupament actiu. Està fet amb C++ i és fàcilment extensible mitjançant arxius XML.
De moment existeixen dues "civilitzacions", la medieval (tech) i la màgica (magic), i es pot jugar contra l'ordinador.
Des de l'abril de 2009, el desenvolupament del joc original ha cessat. No obstant això, dues forques, MegaGlest i Glest Advanced Engine (GAE) han continuat desenvolupant el joc i el seu motor encara més. Tot i que MegaGlest se centra en versions estables que proporcionen jocs multi-jugador multiplataforma fiables i ofereixen nou contingut de joc fora de la caixa, GAE s'orienta principalment a millorar el motor del joc i oferir més opcions per a conversions completes, i és de naturalesa més experimental.
L'any 2011 es va suggerir que les dues bifurcacions haurien de fusionar-se, però a causa de les diferents filosofies i objectius entre els desenvolupadors d'ambdues bifurcacions, aquest esforç es va suspendre durant l'etapa de planificació.